# Prokletí přírodních zdrojů
Prokletí přírodních zdrojů je označení paradoxu, kdy kultury a státy oplývající přebytkem přírodních zdrojů, zejména těch neobnovitelných, jako jsou fosilní paliva nebo minerály, vykazují často slabší hospodářský růst a hospodářský rozvoj a často také i méně demokratický společenský režim v porovnání s kulturami a státy, které mají přírodních zdrojů méně.
Pozorování není platné bez výjimky, nicméně pro vysvětlení paradoxu vznikla řada různých teorií. Nejedná se přitom jen o moderní těžbu ropy, vědci hledají například rozdíly ve vývoji civilizací, které měly či neměly k disposici brambory coby velmi výnosný zdroj kalorií.

## Předpokládané mechanismy

### Holandská nemoc
Holandskou nemocí se rozumí situace, kdy snadné a velké zisky z vývozu přírodní suroviny způsobí výrazné zhodnocení měny, což zkomplikuje vývoz jiných výrobků a způsobí stagnaci a úpadek jiných odvětví. Hospodářství se pak stává čím dál závislejším na vývozu oné suroviny a na výkyvech v její ceně.

### Nadměrné zadlužení
Zdánlivá solventnost státu na základě přírodního bohatství může vést k nabídkám půjček za nižších úroků, což povzbuzuje zadlužování.

### Korupce a diktatura
Zisk z přírodních zdrojů obvykle provozuje stát, což jej do určité míry zbavuje závislosti na produktivitě a danění občanů a naopak dává diktátorským režimům možnost „uplácet“ občany blahobytem. I pokud v zemi není přímo diktatura, bohatství a tím hospodářská moc se obvykle soustředí do rukou úzké elity spjaté s řízením či vlastněním těžby a vývozu dané suroviny.

### Financování ozbrojených konfliktů
Přitažlivost snadných zisků z těžby a vývozu přírodního zdroje může být značnou motivací pro vznik válek, ať už mezinárodních nebo občanských. Případné ovládnutí zdrojů může zajistit ozbrojeným povstaleckým skupinám dlouhodobě dostatek prostředků k vedení vleklé války.

### Zanedbání lidských zdrojů
Při dostatečném bezpracném zisku z přírodních zdrojů klesá motivace státu i jednotlivých lidí o zvyšování vzdělání a kvalifikace. Naopak nejvyšší platy přitahující nejschopnější pracovníky jsou lidem nabízeny právě v oblasti těžby a výnosu, což obírá jiné obory o lidské zdroje.

### Zničení životního prostředí
Těžba lukrativní suroviny je často prováděna poměrně bezohledně (vizte výše odstavec o korupci), což může vést k narušení ekosystému a tím mimo jiné opět k poškození jiných hospodářských odvětví.